# Geografie istorică

Geografia istorică este studiul a geografiilor umane, fizice, ficționale, teoretice și "reale" a trecutului. O temă comună este studiul a geografiilor trecutlui unei zone sau regiuni și schimbările aduse de-a lungul timpului acesteia. Mulți geografi istorici analizează modele geografice de-a lungul vremii, inclusiv cum oamenii au interacționat cu mediul înconjurător și astfel au creat peisajul cultural.  
Geografia istorică caută să determine cum însușirile culturale a numeroase civilizații de pe planetă au apărut și au evoluat, prin înțelegerea interacțiunii lor cu mediul înconjurător. 
La început, a fost greu de definit geografia istorică ca obiect de studiu. Un manual din anii '50 citează următoarea definiție: "o încercare nesănătoasă a geografiilor de a înțelege istoria". Geografia istorică este confundată până în anii '60 cu istoria geografiei. Spre deosebire de această din urmă, care studiază istoria disciplinei, geografia istoriei încearcă să stabilească rolul factorilor geografici în evoluția istorică a societăților (încearcă să reconstituie geografiile trecutului). În cadrul analizelor sale diacronice și sincronice, geografia istorică utilizează atât metodele cantitative, cât și demersurile umaniste.
La începutul anului 1975, primul număr a "Journal of Historical Geography" a lărgit aria de acoperire a subiectului în cauza la: "scrierile oricăror savanți, indiferent de provienenta disciplinară, ce au ceva de spus în privința interesului geografic a trecutului."